# Epsilon Trianguli
Epsilon Trianguli (ε Tri, förkortat Epsilon Tri, ε Tri) som är stjärnans Bayerbeteckning, är en dubbelstjärna belägen i den mellersta delen av stjärnbilden Triangeln. Den har en skenbar magnitud på 5,50 och är synlig för blotta ögat där ljusföroreningar ej förekommer. Baserat på parallaxmätning inom Hipparcosuppdraget på ca 8,3 mas, beräknas den befinna sig på ett avstånd på ca 390 ljusår (ca 120 parsek) från solen. Stjärnparet ingår sannolikt i rörelsegruppen Ursa Major, bestående av stjärnor som har en gemensam rörelse genom rymden.

## Egenskaper
Primärstjärnan Epsilon Trianguli A är en blå till vit stjärna i huvudserien av spektralklass A2 V. Den har en massa som är ca 2,8 gånger större än solens massa, en radie som är ca 3,3 gånger större än solens och utsänder från dess fotosfär ca 93 gånger mera energi än solen vid en effektiv temperatur av ca 10 000 K. 
Epsilon Trianguli har ett överskott av infraröd strålning, som antyder närvaro av en stoftskiva i omlopp kring primärstjärnan. Denna skiva har en genomsnittlig radie på 105 AE, eller 105 gånger jordens avstånd från solen, och har en temperatur av 85 K. Följeslagaren Epsilon Trianguli B har en skenbar magnitud av 11,4 och är separerad från primärstjärnan med 3,9 bågsekunder.